# Ancora sempre e solo te/La risposta
Ancora sempre e solo te/La risposta è un singolo discografico del 1966 di Jonathan & Michelle.

## Descrizione
I due brani, di genere folk-beat sono stati arrangiati da Alceo Guatelli e furono registrati, insieme ai due del 45 giri precedente, nella stessa seduta di registrazione.
La risposta era già stata incisa quattro mesi prima dai Kings nel 45 giri 1-2-3/La risposta e nell'album I Kings.
Entrambi i brani furono inseriti l'anno successivo nell'album dei due artisti, Jonathan & Michelle (album 1967).

## Tracce
Lato A
1. Ancora sempre e solo te (Cover di Just you[7]) (testo: Vito Pallavicini – musica: Sonny Bono)

Lato B
1. La risposta (Cover di Blowin' in the Wind[7]) (testo: Mogol – musica: Bob Dylan)